# رام (شخصية توراتية)
رَامُ (بالعبرية: רם)، هو شخصية في الكتاب المقدس العبري. هو ابن حصرون و‌سلف الملك داود. سُجل نسبه ونسله في سفر أخبار الأيام الأول 2:9 وفي سفر راعوث 4:19. في العهد الجديد، ورد اسمه على أنه «آرام» (Ἀράμ) و «أرني» (Ἀρνὶ).